# Энергия великого объединения
Энергия Великого объединения — предполагаемый в теориях Великого объединения энергетический уровень, выше которого электромагнитные, слабые и сильные взаимодействия становятся равными по силе и превращаются в одно объединённое взаимодействие, описываемое простой группой Ли. Приблизительная величина энергии великого объединения
составляет {\displaystyle 10^{25}} эВ или {\displaystyle 10^{16}} ГэВ. Конкретные теории Великого объединения (ТВО) могут предсказывать энергию великого объединения, но, как правило, с большими неопределенностями из-за зависящих от модели деталей, таких как выбор калибровочной группы, сектора Хиггса, содержание вещества или дополнительные свободные параметры. Кроме того, на данный момент кажется справедливым заявить, что не существует общепринятой «минимальной теории Великого объединения».
Объединение электрослабого взаимодействия и сильного взаимодействия с гравитационным взаимодействием в так называемой «Теории всего» требует еще более высокого энергетического уровня, который обычно считается близким к планковской энергии. Теоретически, на таких коротких
расстояниях гравитация становится сравнимой по силе с тремя другими силами природы, известными на сегодняшний день. Это утверждение изменяется, если существуют дополнительные измерения пространства в промежуточных масштабах. В этом случае сила гравитационных взаимодействий возрастает быстрее на меньших расстояниях, а энергетический масштаб, на котором объединяются все известные силы природы, может быть значительно ниже. Этот эффект используется в моделях больших дополнительных размерностей.
Точное значение энергии великого объединения (если великое объединение действительно реализовано в природе) зависит от ещё неизвестных законов физики, действующих на более коротких расстояниях, еще не исследованных экспериментами. Если предположить
калибровочную пустыню и cуперсимметрию, то она составляет около {\displaystyle 10^{16}} ГэВ.
Самый мощный коллайдер на сегодняшний день, Большой адронный коллайдер (БАК), предназначен для достижения энергии центра масс в {\displaystyle 1,4\times 10^{4}} ГэВ при столкновениях протон-протон. Масштаб {\displaystyle 10^{16}} ГэВ всего на несколько порядков ниже планковской энергии {\displaystyle 10^{19}} ГэВ и, следовательно, не находится в пределах досягаемости наземных искусственных коллайдеров.